# Hardenberg
Hardenberg es una localidad y un municipio de la provincia de Overijssel, en los Países Bajos. Cuenta con una superficie de 317,14 km ², de los que 4,67 km ² corresponden a la superficie ocupada por el agua. El 1 de enero de 2014 el municipio tenía una población de 59.577 habitantes, lo que supone una densidad de 191 h/km². El municipio en su composición actual surgió de la reorganización municipal de 2001 por la fusión de Hardenberg, Avereest y Gramsbergen. El ayuntamiento se localiza en el pueblo homónimo que, con 18330 habitantes, es el mayor del municipio.
El municipio hasta bien entrado el siglo XX tuvo una actividad económica predominantemente agrícola y las primeras industrias fueron las lecheras. En 1941 se estableció al norte de Hardenberg el Kamp Molengoot, uno de los campos de trabajo abiertos por los ocupantes alemanes durante la Segunda Guerra Mundial. Al finalizar la guerra sirvió para dar refugió a las familias de Róterdam y La Haya que habían quedado sin vivienda a consecuencia de los bombardeos y familias "antisociales" hasta su cierre en 1970.
Dispone de estación de tren de cercanías en Mariënberg, Bergentheim y Hardenberg, conectadas a las líneas Mariënberg - Almelo y Zwolle - Emmen.

## Galería de imágenes

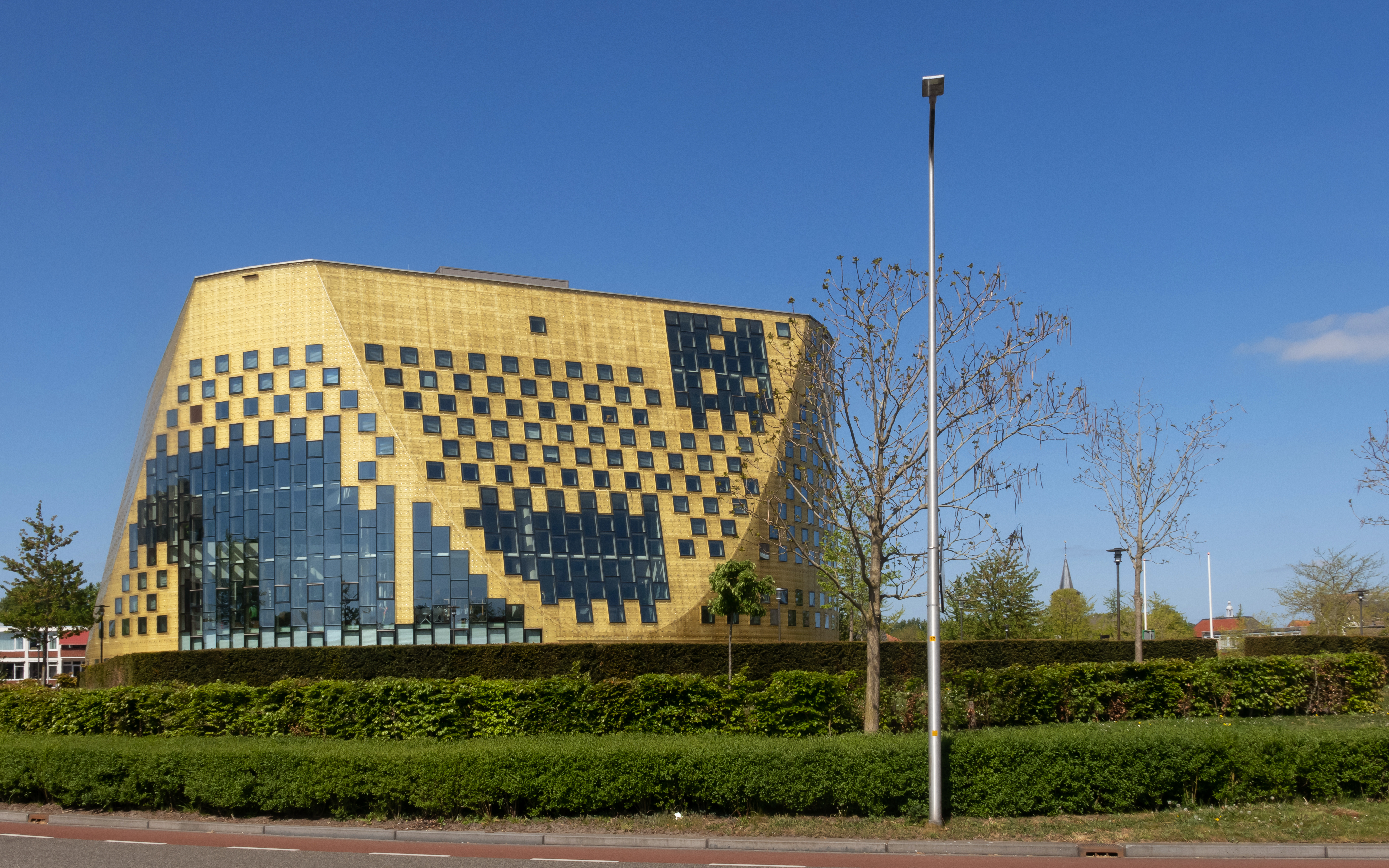
Ayuntamiento
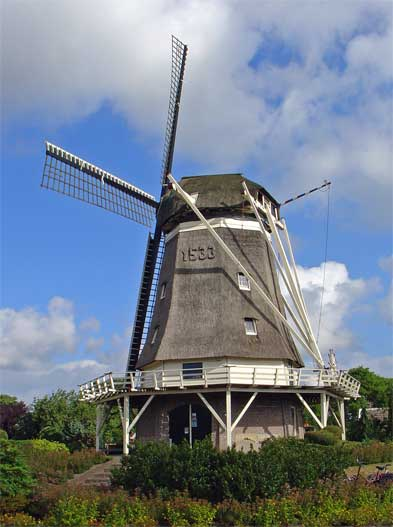
Molino De Oele en Heemse
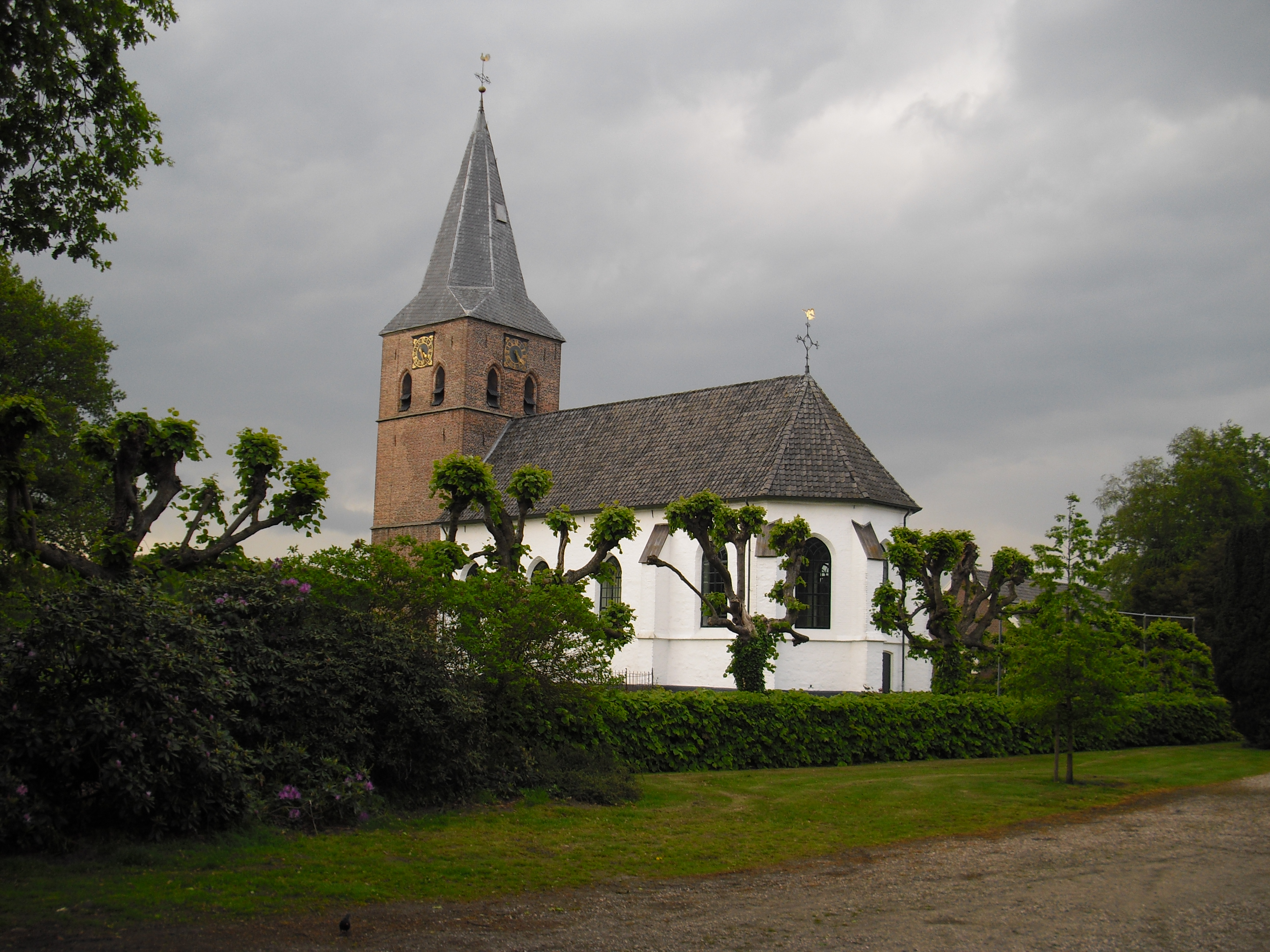
Heemse, iglesia de San Lamberto
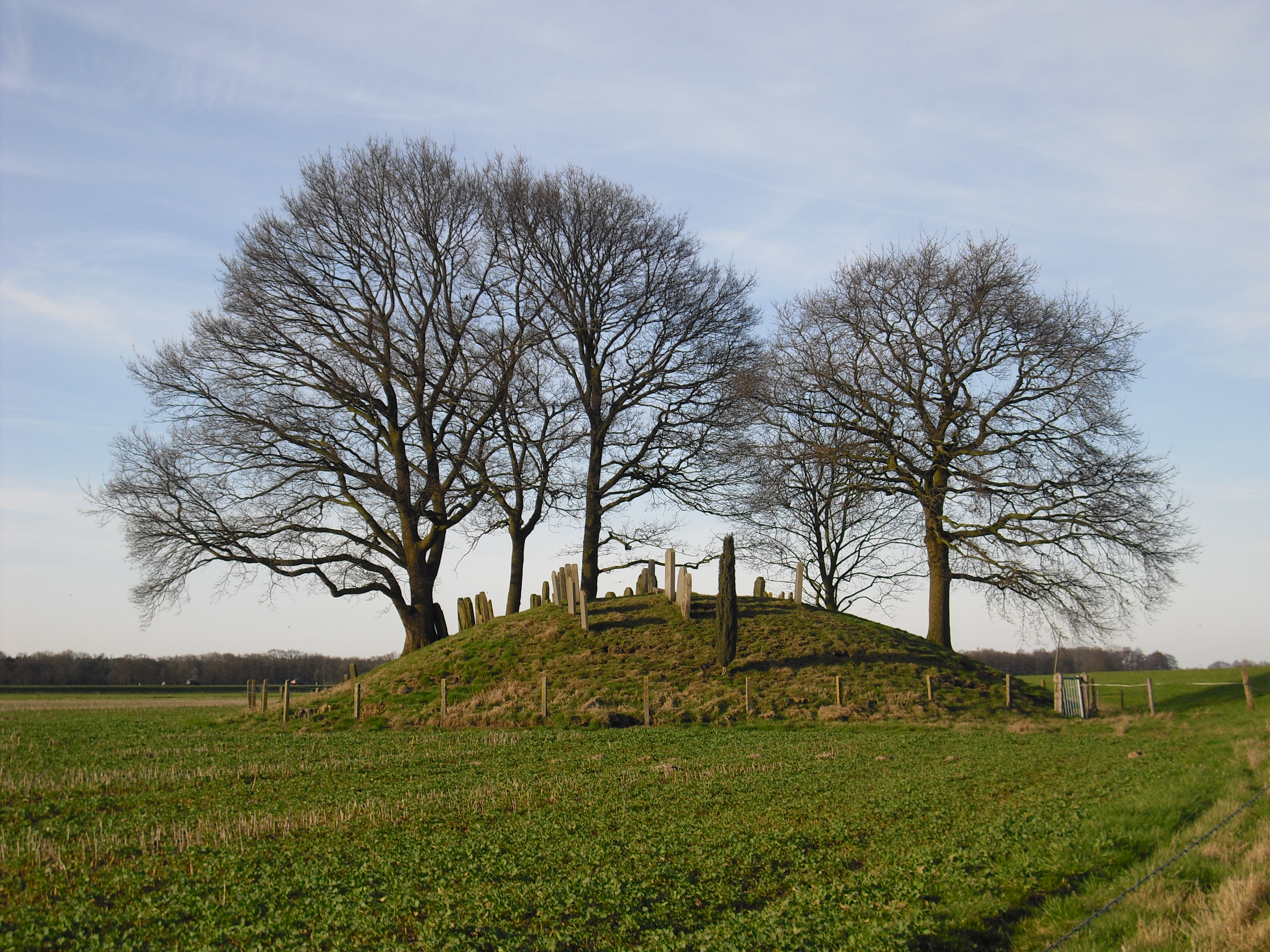
Cementerio judío en Hardenberg
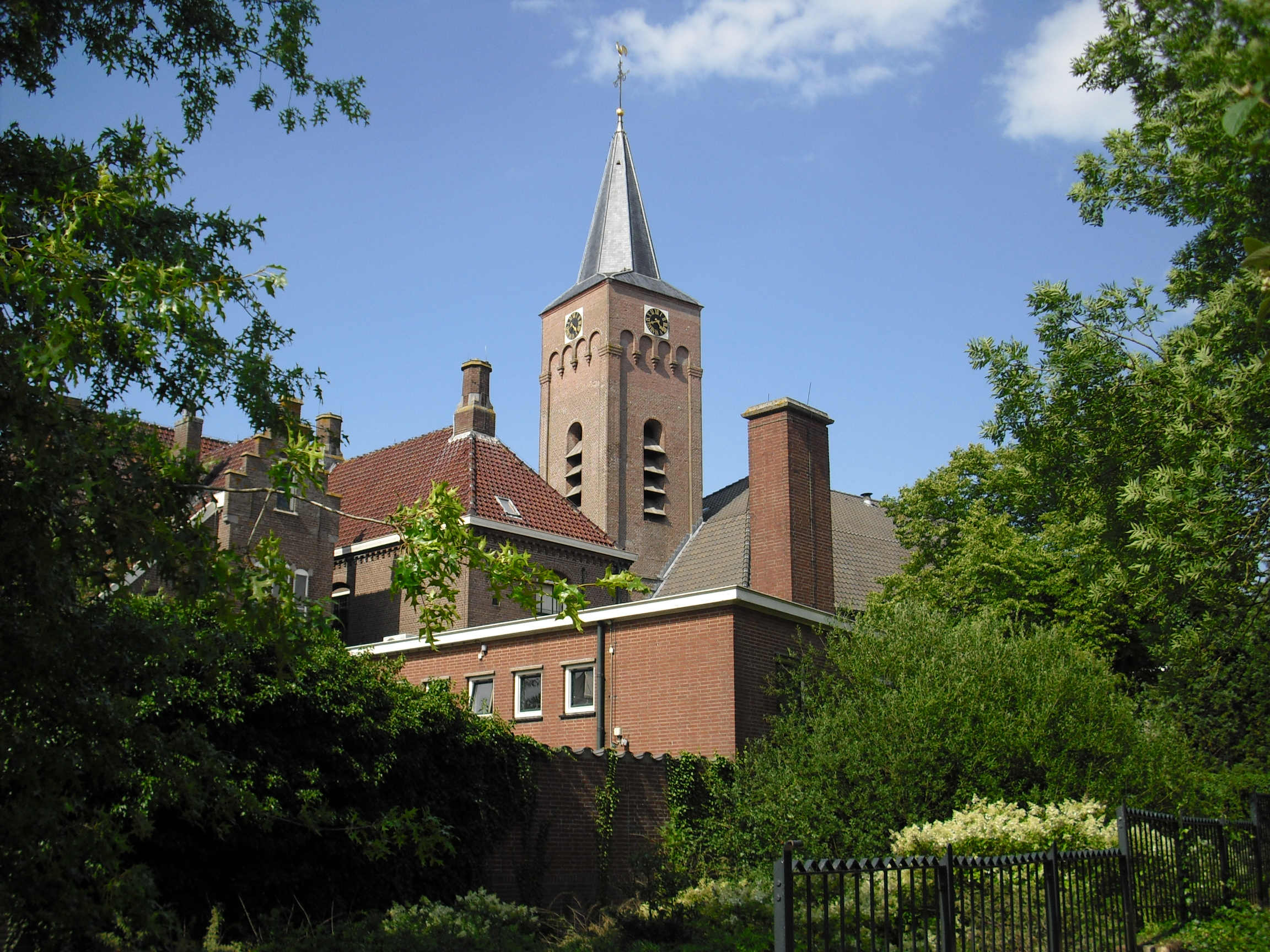
Iglesia de San Esteban en el centro de Hardenberg
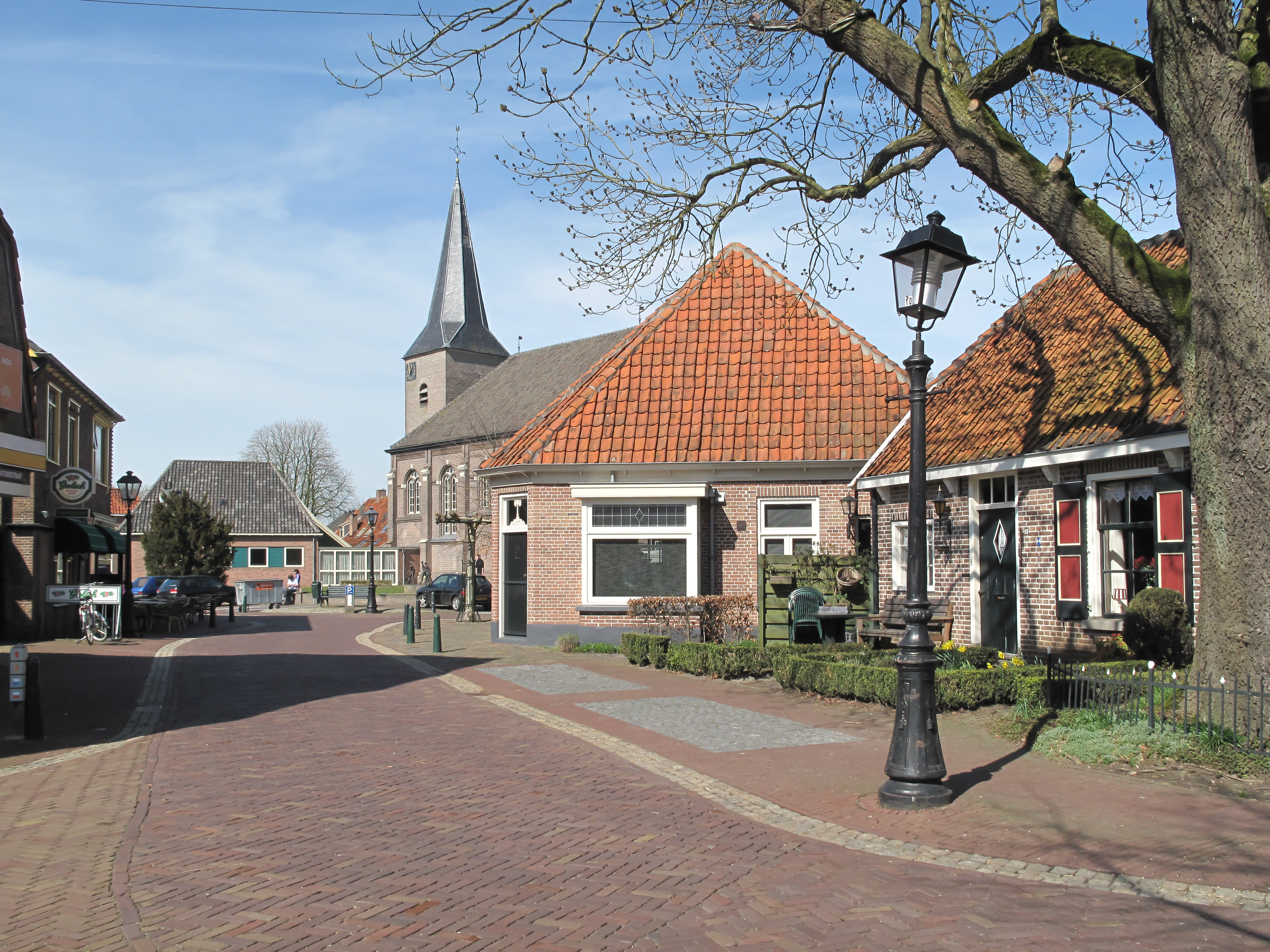
Gramsbergen, iglesia protestante en la calle
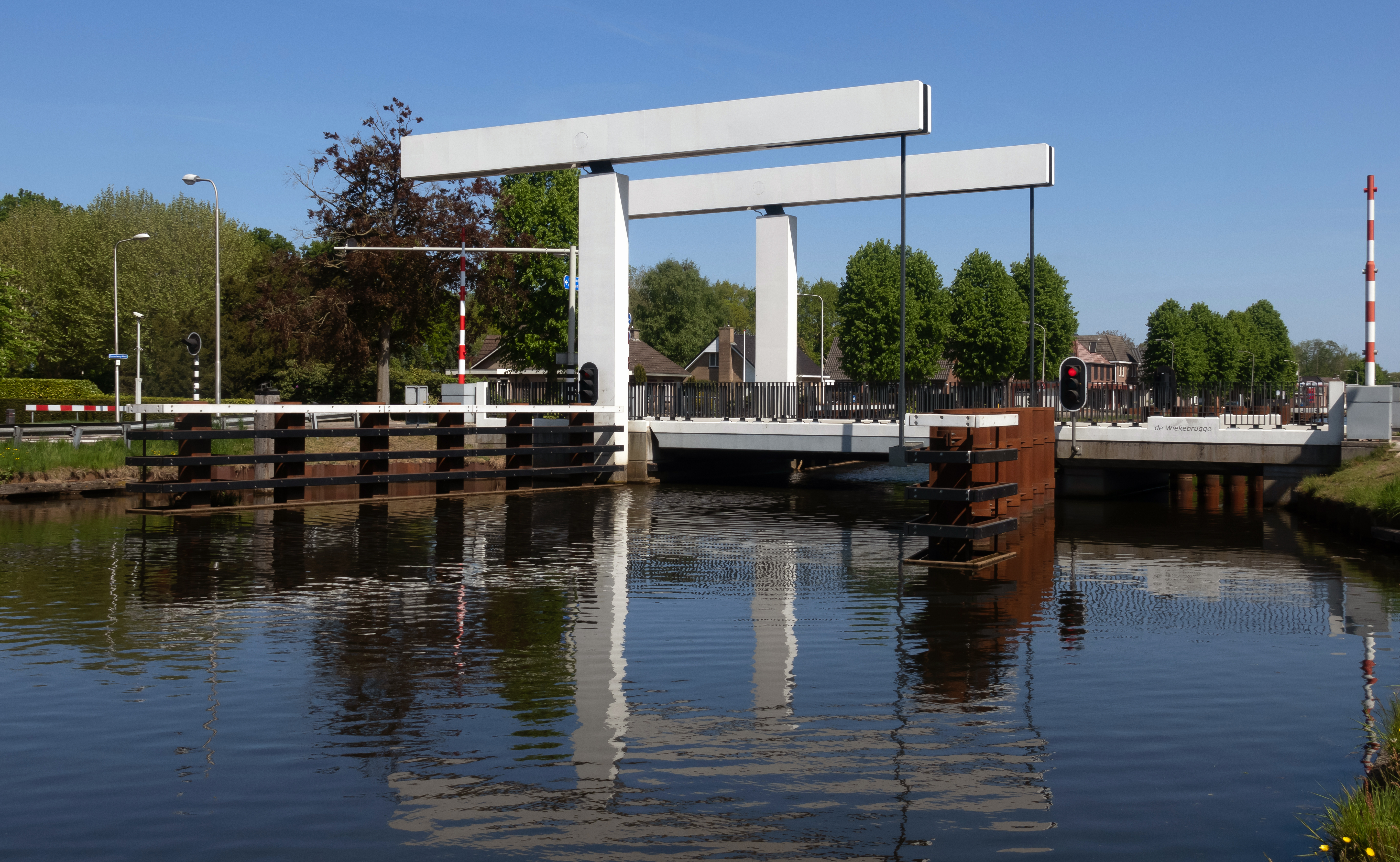
Bergentheim, puente levadizo: Wiekebrugge
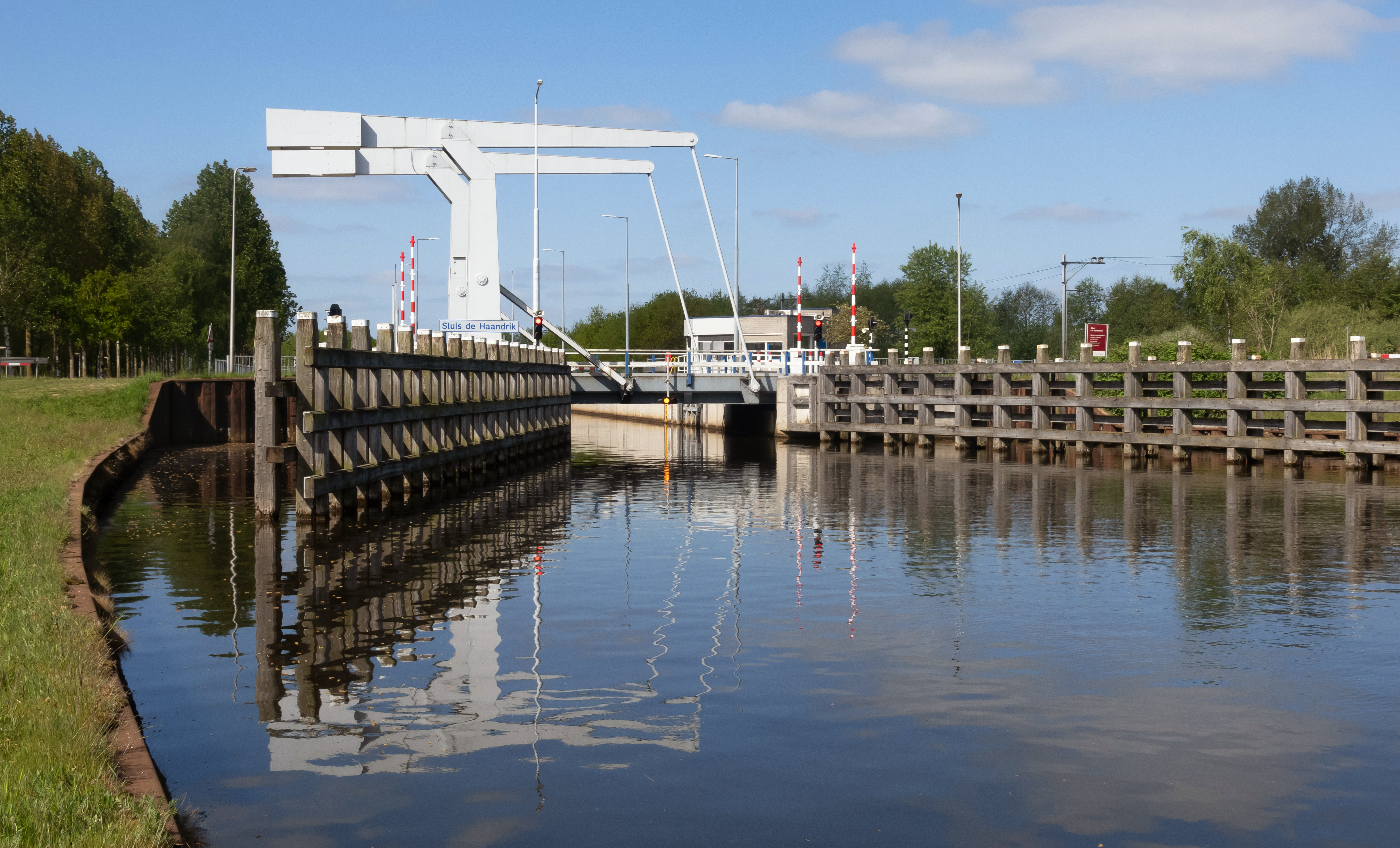
Esclusa: Sluis De Haandrik